# Olympische Sommerspiele 1972/Kanu – Zweier-Kajak 500 m (Frauen)
Der Wettkampf im Zweier-Kajak über 500 Meter der Frauen bei den Olympischen Sommerspielen 1972 wurde vom 5. bis 9. September auf der Regattastrecke Oberschleißheim ausgetragen.

## Ergebnisse

### Vorläufe

#### Vorlauf 1
| Rang | Athletinnen                            | Nation      | Zeit        |
| ---- | -------------------------------------- | ----------- | ----------- |
| 1    | Ljudmila Pinajewa / Kateryna Kuryschko | Sowjetunion | 2:00,31 min |
| 2    | Ilse Kaschube / Petra Grabowski        | DDR         | 2:00,96 min |
| 3    | Anna Pfeffer / Katalin Hollósy         | Ungarn      | 2:01,87 min |
| 4    | Izabella Antonowicz / Ewa Grajkowska   | Polen       | 2:04,30 min |
| 5    | Natascha Petrowa / Petrana Kolewa      | Bulgarien   | 2:05,16 min |
| 6    | Majorie Homer-Dixon / Claudia Hunt     | Kanada      | 2:11,24 min |

#### Vorlauf 2
| Rang | Athletinnen                                 | Nation             | Zeit        |
| ---- | ------------------------------------------- | ------------------ | ----------- |
| 1    | Maria Nichiforov / Viorica Dumitru          | Rumänien           | 1:59,59 min |
| 2    | Roswitha Esser / Renate Breuer              | BR Deutschland     | 2:00,32 min |
| 3    | Mieke Jaapies / Maria van der Holst         | Niederlande        | 2:03,33 min |
| 4    | Anastászie Fridrichová / Oldřiška Kaplanová | Tschechoslowakei   | 2:06,73 min |
| 5    | Helen Woodhouse / Pamela Renshaw            | Großbritannien     | 2:10,22 min |
| 6    | Nancy Purves / Linda Murray                 | Vereinigte Staaten | 2:11,50 min |

### Halbfinale
| Rang | Athletinnen                                 | Nation             | Zeit        |
| ---- | ------------------------------------------- | ------------------ | ----------- |
| 1    | Izabella Antonowicz / Ewa Grajkowska        | Polen              | 1:55,50 min |
| 2    | Natascha Petrowa / Petrana Kolewa           | Bulgarien          | 1:57,31 min |
| 3    | Anastászie Fridrichová / Oldřiška Kaplanová | Tschechoslowakei   | 1:58,25 min |
| 4    | Nancy Purves / Linda Murray                 | Vereinigte Staaten | 2:01,27 min |
| 5    | Majorie Homer-Dixon / Claudia Hunt          | Kanada             | 2:03,60 min |
| 6    | Helen Woodhouse / Pamela Renshaw            | Großbritannien     | 2:04,44 min |

### Finale
| Rang | Athletinnen                                 | Nation           | Zeit        |
| ---- | ------------------------------------------- | ---------------- | ----------- |
| 1    | Ljudmila Pinajewa / Kateryna Kuryschko      | Sowjetunion      | 1:53,50 min |
| 2    | Ilse Kaschube / Petra Grabowski             | DDR              | 1:54,30 min |
| 3    | Maria Nichiforov / Viorica Dumitru          | Rumänien         | 1:55,01 min |
| 4    | Anna Pfeffer / Katalin Hollósy              | Ungarn           | 1:55,12 min |
| 5    | Roswitha Esser / Renate Breuer              | BR Deutschland   | 1:55,64 min |
| 6    | Izabella Antonowicz / Ewa Grajkowska        | Polen            | 1:57,45 min |
| 7    | Mieke Jaapies / Maria van der Holst         | Niederlande      | 1:58,11 min |
| 8    | Natascha Petrowa / Petrana Kolewa           | Bulgarien        | 1:59,40 min |
| 9    | Anastászie Fridrichová / Oldřiška Kaplanová | Tschechoslowakei | 1:59,84 min |

## Weblink
- Ergebnisse in der Datenbank von Olympedia.org (englisch)